# 第29届亚洲奥林匹克理事会大会
第29届亚洲奥林匹克理事会大会于2010年11月13日在中国广东省广州市越秀区环市东路368号花园酒店会议中心举行。

## 会议主要内容
本次会议的主要内容是：确定2013年第二届亚洲青年运动会的举办城市，并且举行了2011年哈萨克斯坦阿拉木图-阿斯塔纳亚洲冬季运动会的欢迎会。

### 确定2013年第二届亚洲青年运动会的举办城市
根据亚洲奥林匹克理事会全体委员的投票数据，确定了中国江苏省南京市成为2013年第二届亚洲青年运动会的举办城市，并确定了举办日期——2013年8月16日至24日，南京是中国第一个获得亚洲青年运动会主办权的城市，开闭幕式场馆将设在南京奥林匹克体育中心。

## 相册

第29届亚洲奥林匹克理事会大会的举办地——中国广东省广州市越秀区环市东路368号花园酒店